# Le Libérateur (nouvelle)
Ne doit pas être confondu avec Le Libérateur ou Les Libérateurs.
Le Libérateur (titre original : The Liberator) est une nouvelle d'Arthur Porges publiée en 1953.
Elle a notamment été publiée en France dans le recueil Histoires fausses en 1984.

## Résumé
En quelques batailles, la flotte spatiale humaine a été entièrement anéantie par la flotte extraterrestre, qui l'a surclassée de manière évidente. Les humains résistent ? Les grandes villes de la planète sont attaquées et réduites en cendre. Les humains capitulent. Les représentants de l'humanité sont invités à bord du vaisseau amiral extraterrestre : ils sont reçus sans ménagements par le général Milvan, qui leur annonce que la Terre va devenir une Base spatiale et que les humains vont devoir respecter toute une liste d'obligations très lourdes. Le Secrétaire général des Nations unies, qui ose se rebeller, est foudroyé d'un coup de rayon laser par Milvan, qui demande à parler au vice-secrétaire général. 
Soudain surgit un être rougeoyant, aux pieds fourchus, la tête surmontée de cornes : le Diable. Celui-ci déclare à Milvan que la Terre n'appartient pas aux extraterrestres, que le général n'a aucun droit sur la planète, et que celle-ci lui appartient totalement. Milvan s'interroge : qui est ce personnage qui est parvenu à entrer dans le vaisseau amiral sans être détecté par les systèmes de sécurité ou ses gardes ? Immédiatement, Milvan braque son arme-laser sur le Diable, le foudroyant en un instant. Il ne reste de l'être maléfique qu'un tas de cendres. Soudain surgit, de nouveau, le Diable. Milvan est sidéré et ordonne à ses gardes de le tuer de nouveau. Les gardes tentent d'agir, mais sans succès : le Diable est inexplicablement le plus fort. Le Diable informe Milvan que les bombes qu'il vient d'envoyer sur Terre ont été annihilées, et que la totalité de sa flotte spatiale est désormais sous son contrôle exclusif. De plus, si Milvan ne retourne pas sur sa planète natale, il va être exécuté sur le champ, tout comme le reste des hommes de sa flotte. 
Milvan n'a pas le choix : il se retire de la pièce et va préparer les opérations de retrait. Les humains présents dans la pièce, témoins de ce qui vient de se passer, sont pris à partie par le Diable, qui leur dit qu'il est dans leur intérêt que personne ne sache la vérité, faute de quoi leur crédibilité serait atteinte… Il leur annonce aussi qu'il va quitter la Terre, qui ne l'intéresse plus : « quand on a trop pressé un citron, il ne faut pas hésiter à l'abandonner ». La planète natale de Milvan, en revanche, promet d'être un morceau de choix et d'offrir « une chasse excellente ». 
Ainsi non seulement le Diable a libéré la Terre de l'invasion extraterrestre, mais il va aussi libérer la Terre de sa présence.